# Casa Museu Duran i Sanpere
La Casa Museu Duran i Sanpere és una casa barroca de Cervera (la Segarra) inclosa a l'Inventari del Patrimoni Arquitectònic de Catalunya. És la casa natal d'Agustí Duran i Sanpere, historiador, arxiver i arqueòleg català. És una de les dues seus del Museu Comarcal de Cervera.

## Descripció de l'edifici
Casa de grans dimensions d'origen unifamiliar transformada en plurifamiliar, que s'estén fins a la muralla i el carreró del Salí. Consta de planta baixa, dues plantes i golfes. La casa, entre mitgeres i de secció rectangular i allargada, fou ampliada amb algunes dependències de la casa veïna, fent-la coincidir amb el primer tram de les voltes del carrer. El parament és a base de grans blocs de carreus regulars i ben escairats, deixats a la vista en els emmarcaments de les obertures i en les cadenes cantoneres, i arrebossats i pintats a la resta (originalment estucada i pintada al fresc). La coberta és de teula àrab a dues vessants amb ràfec i amb el carener paral·lel a la façana principal. A la part posterior de l'edifici, la coberta és plana i disposa d'un terrat amb cisterna al centre. La planta baixa compta amb quatre obertures, la porta principal d'arc escarser amb base suportada per cartel·les, una finestra reixada, una porta accessòria i un aparador. La primera i segona planta, repetint la composició en ambdues, tenen quatre portes balconeres amb barana de ferro forjat i una finestra d'arc carpanell situada damunt l'accés de l'edifici. Les golfes compten amb cinc finestres el·líptiques i una cornisa que remata la construcció. En conjunt destaca el parament de la façana, combinant decoracions a partir d'esgrafiats, en contrast amb les obertures de pedra.
A la planta baixa es troben les dues sales d'exposicions que ens permeten conèixer la col·lecció permanent del Museu Comarcal de Cervera, on destaquen les col·leccions d'art medieval dels segles xiv i xv i les col·leccions històriques relacionades amb la Universitat de Cervera del segle xviii. Originàriament, però, aquest espai era reservat a les dependències agrícoles de la casa de les quals resten els cups i l'antic celler.
A la planta noble es pot visitar la casa pairal de la família Duran i Sanpere. Es tracta de la interpretació d'una casa típica d'una família benestant d'interior del segle xix, la qual conserva tant el mobiliari com bona part dels objectes quotidians que vestien la casa. La segona planta de l'edifici era reservada als recambrons del servei domèstic i els de desembaràs. També és on se celebrava la matança del porc i on es guardaven productes de l'hort. Actualment està reservada a les zones d'administració i serveis del personal del museu.

### Estances

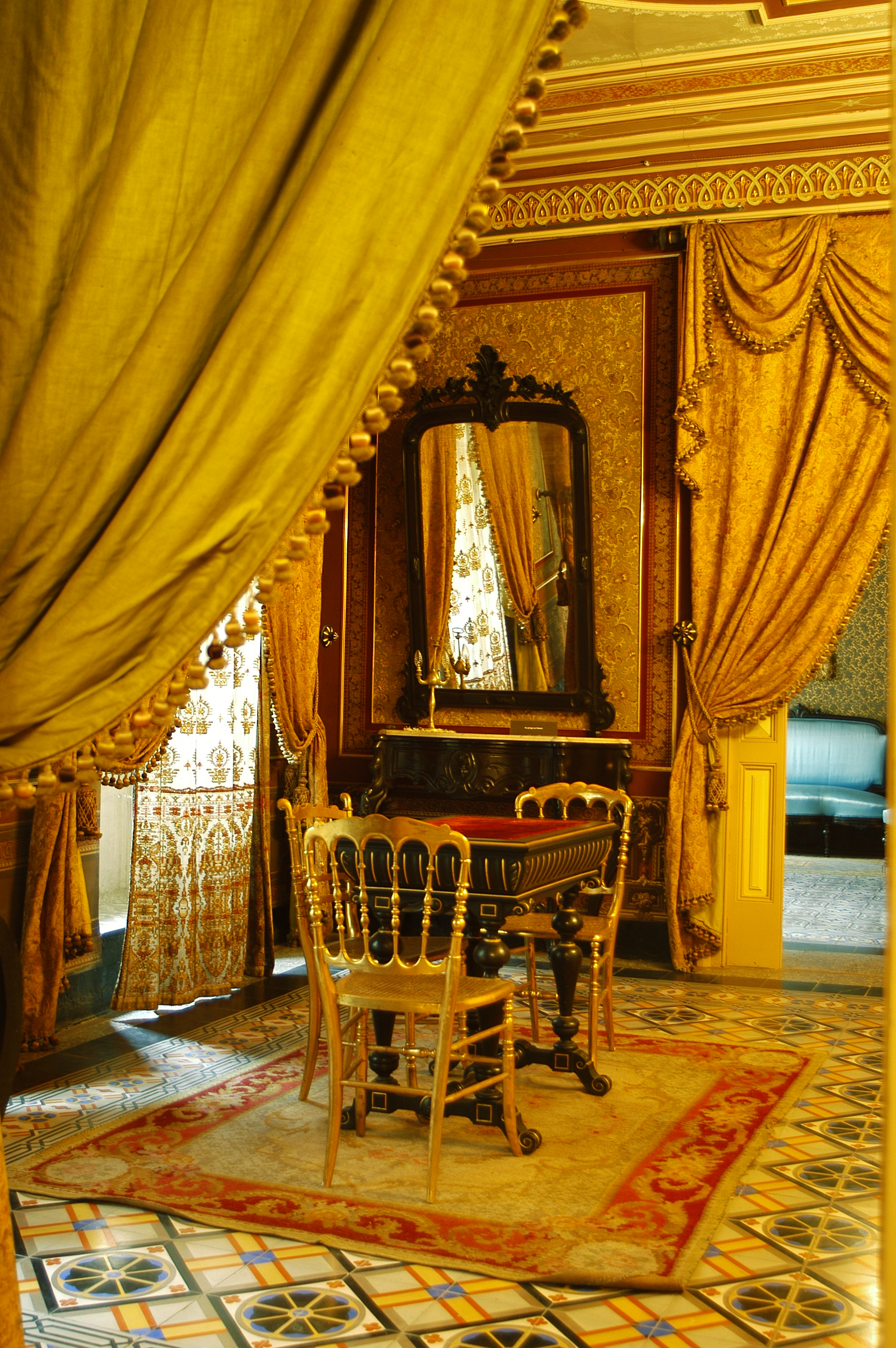
Saló de la Casa

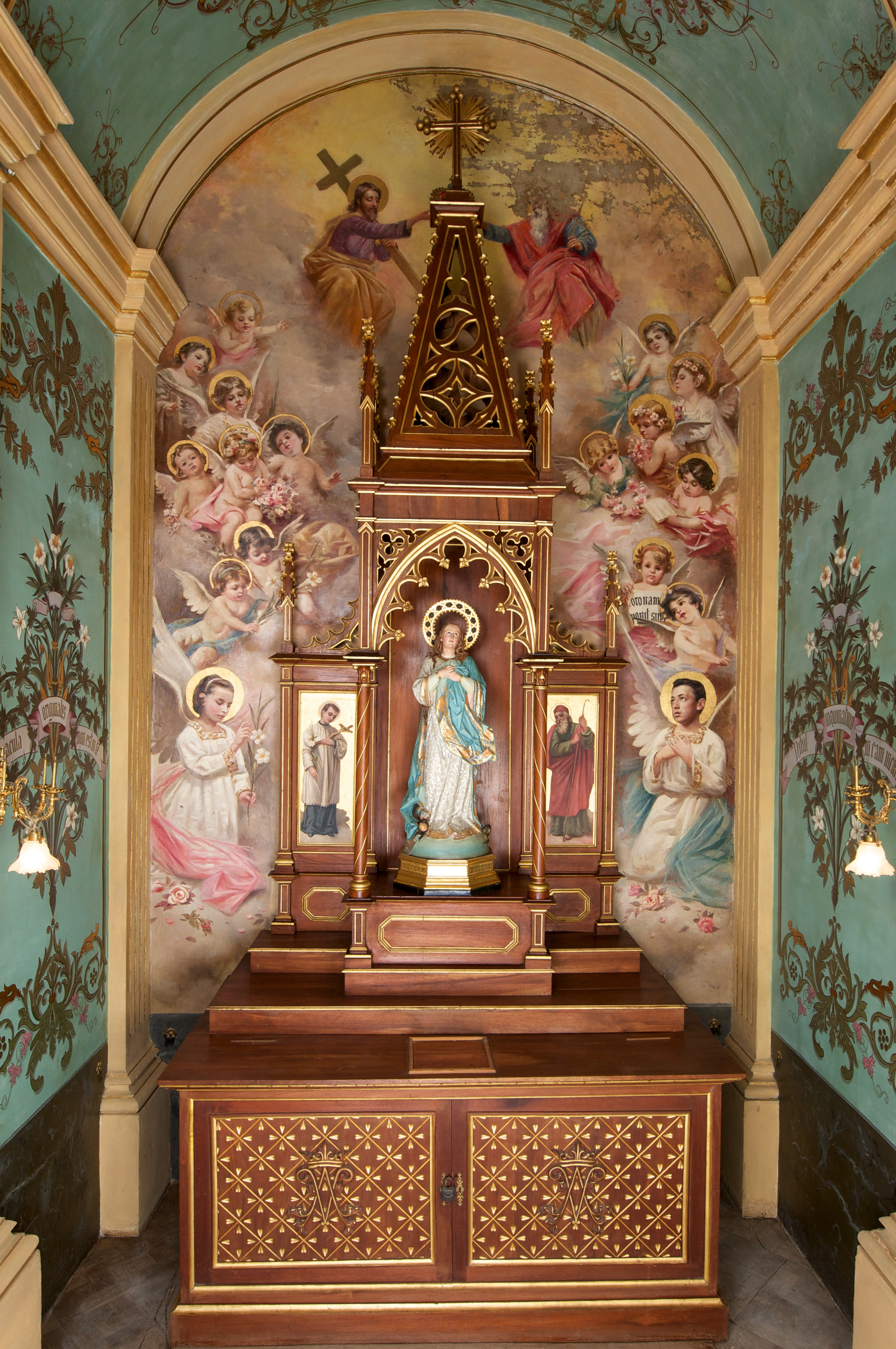
Capella restaurada

1. El rebedor: ens introdueix a l'atmosfera decimonònica de la casa. Està presidit per una pintura a l'oli de la Mare de Déu del Bon Consell, patrona de la família, que és còpia del segle xviii (1797) d'un gravat anterior, possiblement del segle xvi. El rebedor, que rep la llum d'un pati interior, serveix de distribuïdor, d'una banda cap a la part noble de la casa i, de l'altra, al darrere, cap a la part més funcional i habitada.
2. El despatx: d'Agustí Duran i Farreras i, després, d'Agustí Duran i Sanpere. Contenia, bàsicament, la biblioteca jurídica i l'arxiu familiar. S'obre al rebedor i comunicava per una escala amb el despatx de registrador de la propietat, que era situat a la planta baixa de l'edifici.
3. La saleta: dona entrada a la part noble de la casa. El paper de la paret, el llum, l'enrajolat i els cortinatges són els originals. El mobiliari, en canvi, ha sofert alguns canvis posteriors.
4. La cambra alegre: denominació familiar que rebia el dormitori d'hivern d'estil isabelí, amb la tradicional sala, l'alcova i la llar de foc. Es conserva pràcticament tal com era l'any 1914, en què va morir Agustí Duran i Farreras. Està construïda sobre els porxos del carrer Major, cosa que li dona una bona panoràmica sobre el carrer.
5. El saló: estança conservada intacta, reservada per a grans ocasions. Està presidida per un dibuix i dos retrats fotogràfics familiars, ricament emmarcats seguint la tradició romàntica de l'època. D'una banda, el dibuix dels avis paterns d'Agustí Duran i Sanpere: l'advocat i paer en cap de Cervera, Jeroni Duran i Massó, i la seva muller, Joaquima Farreras i Montaner, de Capellades. I, de l'altra, el retrat dels avis materns de la muller d'Agustí Duran i Farreras, Elisa Sanpere i Labrós: el notari barceloní Nicolau Labrós i Ferrer i la seva muller, Carme Inglés i de Torres, que va ser padrina d'Agustí Duran i Sanpere.
6. La cambra blava: denominació familiar donada al dormitori principal constituït per cambra i alcova. La cambra, que conserva el mobiliari entapissat de seda blava, un cop tancada la porta que l'unia amb l'alcova podia servir, en casos excepcionals, d'ampliació del saló. L'armari rober i el llit amb dosser de xicranda pintada de negre són els mobles més valuosos de la casa. A l'alcova hi ha la canastra per als bolquers d'Agustí Duran i Sanpere i el bressol que aquest destinà a la seva filla petita.
7. El vestidor: l'alcova de la cambra blava comunicava amb un vestidor o recambra que, per un estret passadís (el laberint), desembocava al rebedor. Aquest vestidor era reservat a les tasques del servei domèstic, d'aquí la senzillesa de paviments i decoració de l'estança, i era on es planxava i plegava la roba.
8. El passadís: introdueix a la part més funcional de la casa que habitualment era habitada. És l'eix que comunica el dormitori, la cuina, el menjador, la capella, la galeria i, al fons, el terrat. Destaca l'oli sobre tela del pintor Lluís Rigalt i Farriols.
9. La camilla: denominació que rebia el dormitori, la cambra del qual servia de menjador d'hivern per la seva proximitat amb la cuina. D'aquí la camilla i el trinxant. A banda i banda de l'alcova hi ha els vestidors. Destaca l'aquarel·la Arribada de la capella de la Verge pintada l'any 1879 per Charles Labielle.
10. La cuina: cambra amb llar de foc i cuina econòmica que conserva l'estructura i enrajolat originals. Comunica amb el rebost i amb el dipòsit de l'aigua que s'omplia amb càntirs de l'aigua de la font del carrer Major. Una escala puja al segon pis de la casa, reservat inicialment al servei. En aquest pis es feia la matança del porc, s'hi elaborava els embotits i s'hi preparava els pernils. També s'hi feia el sabó.
11. El menjador: menjador d'estil alfonsí conservat tal com era originàriament. Mercès a la llar de foc, també servia de lloc d'estada a l'hivern. Els dobles cortinatges i els paravents l'aïllaven de la galeria i del corredor.
12. La galeria: construïda sobre un angle del terrat. Era el lloc més habitat durant l'estiu. D'acord amb la funció de terratinents dels propietaris, també havia servit per penjar raïms, assecar figues i guardar ametlles.
13. El terrat: originàriament, era una terrassa mig enjardinada. Dona sobre la barbacana, la muralla i el passeig del Portalet. Al bell mig hi ha una cisterna que proveeix d'aigua fresca la casa. Des del terrat es pot veure, a l'altre costat de la vall, el Mas Duran, torreta feta construir per Agustí Duran i Sanpere arran del seu casament, el 1924, i que va utilitzar fins a la guerra.
14. La cambra de la Padrineta: dormitori habitat per Elisa Sanpere i Labrós, mare d'Agustí Duran i Sanpere, durant els darrers anys de la seva vida, i on morí el 1949.
15. L'estudi: aquesta habitació, habilitada com a despatx de treball, conserva una interessant col·lecció d'objectes relacionats amb la vida professional d'Agustí Duran i Sanpere: des de la biblioteca a antigues càmeres fotogràfiques, de filmació i un estereoscopi. Entre les prestatgeries hi podem trobar alguns dels regals que s'intercanviaven Agustí Duran i Sanpere i els seus col·legues que, sovint, jugaven amb reproduccions històriques tant del seu gust.
16. El dormitori: originàriament era el dormitori de les filles d'Agustí Duran i Farreras. En la postguerra, va ser habilitat per a Agustí Duran i Sanpere i la seva muller Hermínia Grau i Aymà. Actualment s'hi ha instal·lat un Punt d'Interpretació de la Casa Museu amb la projecció d'un audiovisual sobre l'espai domèstic i la vida familiar dels Duran, i uns plafons informatius sobre la trajectòria vital i professional del que va ser màxim promotor del museu: Agustí Duran i Sanpere.
17. La capella: la capella particular de la Casa Museu Duran i Sanpere és una de les estances més profusament decorades. Es tracta d'un exemple de la religiositat viscuda en aquella època dins l'estructura familiar, protagonitzada per una burgesia terratinent de finals del segle xix i inicis del xx.

### Pintures murals de la capella
Les pintures que decoren la capella són obra del pintor Pau Béjar Novella (1869-1920). Del conjunt cerverí hi destaquen els retrats dels tres fills d'Agustí Duran i Farreras: Agustí i Montserrat a banda i banda de l'altar i Joaquima sobre la porta d'entrada. El conjunt mural presentava filtracions d'humitat conseqüència del mal estat de la coberta que afectaven directament la cohesió de les pintures i que havien provocat pèrdues parcials. Al llarg del 2009 i 2010 es va restaurar les cobertes de la Casa Museu i, per tant, s'ha eliminat les filtracions que malmetien les pintures, cosa que ha fet possible la seva intervenció i conservació.

### Restauració
El Museu Comarcal de Cervera, durant els mesos de gener a març de 2011, va dur a terme la restauració de les pintures, l'altar i la imatgeria que vesteixen la capella. Una intervenció que va anar a càrrec del restaurador Ramon Pijuan i que va consistir bàsicament en la consolidació dels murs, la fixació de la policromia, la neteja, la reintegració volumètrica i pictòrica del conjunt i la neteja i consolidació dels objectes més emblemàtics (aparadors, imatgeria, objectes litúrgics…).

## Història
Casa pairal del matrimoni d'Agustí Duran i Farreras (1848-1914) i Elisa Sanpere Labrós (1862-1940), que la compraren l'any 1886. El matrimoni, amb un fort ascens social, encarregà la reestructuració de la casa, a fi d'adaptar-la a les seves necessitats: producció agrícola (oli i vi), despatx de registrador de la propietat i grans salons per rebre la burgesia del moment. Acabades les obres, el matrimoni s'hi instal·là, i la casa esdevingué la llar dels tres fills que en nasqueren. D'aquests, destacà Agustí Duran i Sanpere (1887-1975), historiador, arxiver i arqueòleg. A la mort del pare, l'any 1914, la mare continuà vivint a la casa però la part noble quedà tancada. L'any 1940, Elisa morí i la casa passà a Agustí, que en fou l'hereu. Més tard, i sota la supervisió del mateix Agustí Duran i Sanpere, la casa fou convertida en el Museu Duran i Sanpere. Amb el projecte, s'iniciaren unes obres per convertir-lo en Museu Comarcal Duran i Sanpere, procurant conservar els espais interiors i els seus objectes, així com l'arxiu i biblioteca familiar.